# GFRA4
GFRA4‏ (GDNF family receptor alpha 4) هوَ بروتين يُشَفر بواسطة جين GFRA4 في الإنسان.